# TCDD HT65000
 (janvier 2013).
Si vous disposez d'ouvrages ou d'articles de référence ou si vous connaissez des sites web de qualité traitant du thème abordé ici, merci de compléter l'article en donnant les références utiles à sa vérifiabilité et en les liant à la section « Notes et références ».
Les TCDD HT65000 sont des rames automotrices électriques construites par Construcciones y auxiliar de ferrocarriles (CAF), constructeur espagnol, et exploitées par la Türkiye Cumhuriyeti Devlet Demiryolları (TCDD), compagnie ferroviaire nationale de Turquie. Elles sont utilisées, avec les TCDD HT80000, pour assurer le service Yüksek Hızlı Tren (YHT).
De conception identique aux rames espagnoles Renfe série S-120, elles circulent sur les LGV Ankara-Istanbul et LGV Ankara-Konya à la vitesse maximale de 250 km/h.
Ce sont les premiers trains à grande vitesse assurant un service commercial en Turquie depuis l'ouverture de la première phase de la LGV Ankara-Istanbul en 2009. Une de ces rames a été transformée en rame de test et baptisée Piri Reis.